# Кинф
Кинф (Кинт, Кинтий, Кинфская гора, Кинтос, греч. Κύνθος), также Кастро — скалистая гора в Греции, наивысшая точка острова Дилос (Делос) в архипелаге Киклады в Эгейском море, на которой Лето родила Аполлона и Артемиду. Высота 113 м над уровнем моря (по другим данным 112 м). С вершины горы открывается вид на весь остров.
На остров, в древности называемый Делос, бежала Лето, возлюбленная Зевса, спасаясь от ревности Геры. Согласно Гомеровскому гимну Аполлону Делосскому, на Кинфской горе Лето родила богов-близнецов Аполлона и Артемиду. Артемида носила эпиклесу Кинтия (Κυνθία). На горе находилось святилище, называемое Кинтион (Κύνθιον) и посвящённое Зевсу и Афине.
Вершина Кинфа являлась местом поселения первых жителей острова в конце 3-го тысячелетия до н. э.. Поселение относилось к кикладской культуре. На вершине горы находилось небольшое святилище местного женского божества плодородия, которому поклонялись жители поселения микенской культуры, возникшего во второй половине  2-го тысячелетия до н. э. в долине к северу от Кинфа. Около 700 года до н. э. был построен более обширный храм.